# Крейн, Люси
Люси Крейн (1842—1882) —  английская писательница, переводчица, искусствовед.

## Биография
Родилась в Ливерпуле в 1842 году в семье художника Томаса Крейна. Её братья Томас и Уолтер были иллюстраторами. Семья переехала из Ливерпуля в Торки в 1845 году. В 1859 году семья уехала из Торки в Лондон, где Люси пошла в школу.
Крейн работала над детскими стихотворениями и рассказами. В 1882 году она перевела сказки братьев Гримм с немецкого на английский. Она также работала совместно со своим отцом и братом Уолтером.
В последние годы своей жизни она читала лекции по изобразительному искусству в Лондоне. Некоторые её взгляды на искусство были сформированы под влиянием Джона Рёскина и Томаса Карлейля. Шесть её лекций были опубликованы посмертно издательством Macmillan Publishers в 1888 году.
Люси Крейн умерла 31 марта 1882 года в Болтон-ле-Мур.